# J’ai lu

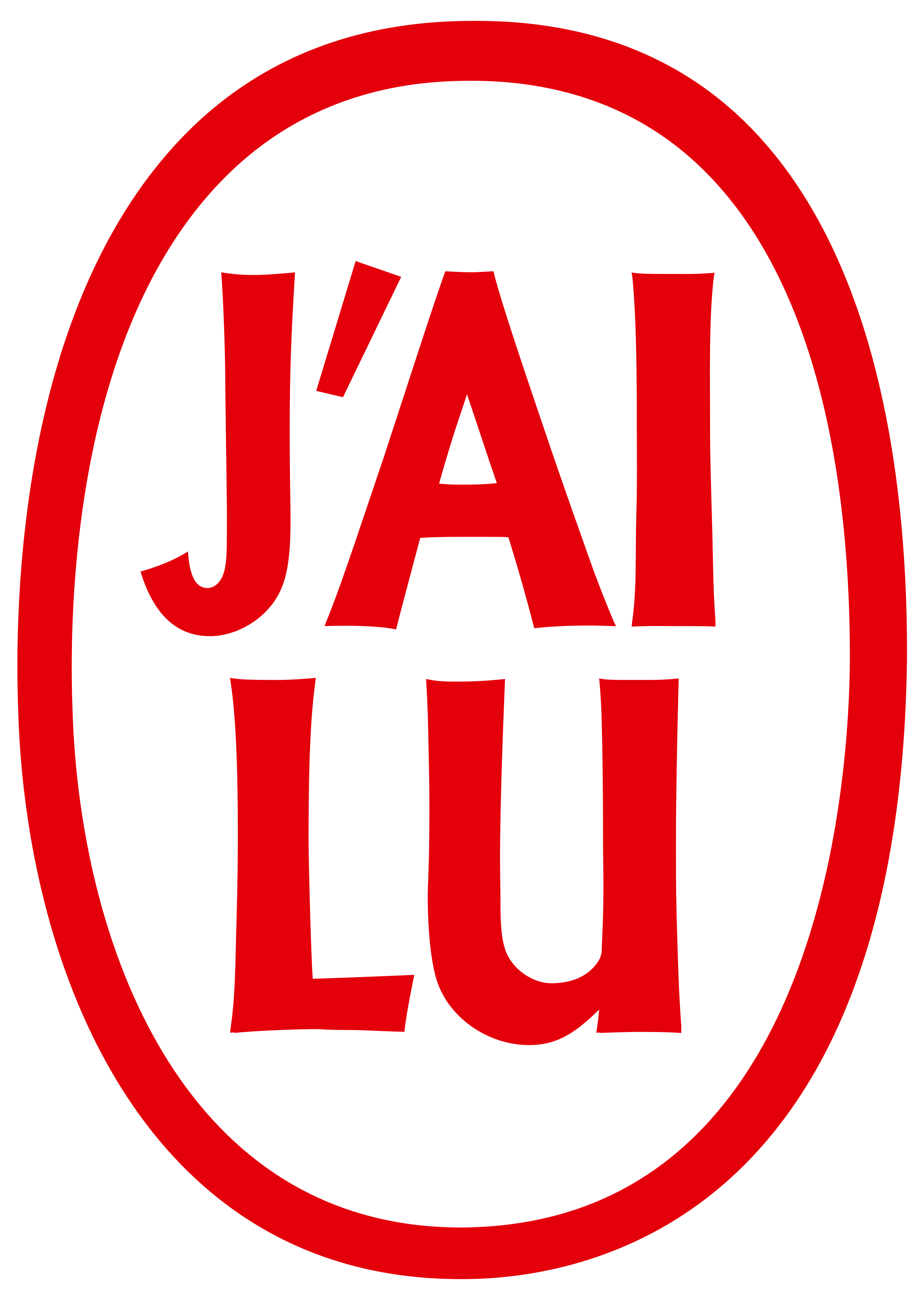
Logo des französischen Taschenbuchverlages „J’ ai lu“ (2016)

J’ai lu ist ein französischer Taschenbuch-Verlag. Er wurde 1958 von Jacques Gervais und Frédéric Ditis gegründet.

## Geschichte
J’ai lu war zu Beginn eine Gemeinschaftsunternehmung der Verlage Flammarion, Robert Laffont und Éditions du Seuil. Letztere zogen sich nach kurzer Zeit aus dem Unternehmen zurück. In den ersten Monaten verkaufte J’ai lu seine Titel ausschließlich über die Supermarktketten Monoprix und Prisunic. Nach Protesten der Buchhändler erschienen im August 1958 die Bücher schließlich auch im Buchhandel. 1959 übernahm Flammarion den Vertrieb.
1968 wurde Jacques Sadoul literarischer Verlagsleiter. Im Januar 1972 starb Jacques Gervais, einer der beiden Gründer. Nachdem sich Robert Laffont aus dem Gemeinschaftsunternehmen zurückgezogen hatte, blieben J’ai lu nur mehr Zweitveröffentlichungen von Flammarion-Titeln. Folio und Pocket überholten J’ai lu. Eine Reihe wichtiger Autoren wechselten zu den großen Verlagsgruppen, man verlor so Danielle Steel, Frédérique Hébrard, Françoise Dorin und Henri Troyat. Als Gegenmaßnahme warb man seinerseits junge Autoren von unabhängigen kleinen Verlagen ab.
Im Oktober 1972 senkte der damalige Wirtschafts- und Finanzminister Valéry Giscard d’Estaing per Dekret die Preise von Taschenbüchern. Betroffen waren neben J’ai lu die Reihen Folio, Le Livre de poche, Pocket und Marabout. Im Juli 1982 trat Frédéric Ditis von seiner Funktion als Président-directeur général zurück. Sein Nachfolger wurde Charles-Henri Flammarion. Im Oktober 1983 wurde dieser von Jacques Goupil abgelöst.
1986 erschienen die ersten Comics bei J’ai lu. Zwei Jahre später gab Le Livre de poche seine eigenständige Comicproduktion auf und produzierte Comics gemeinsam mit J’ai lu in einer Joint-Venture-Gesellschaft. Im April 1996 wurde Frédéric Morel Nachfolger von Jacques Goupil als Generaldirektor.  1998 gründete die damalige literarische Verlagsleiterin Marion Mazauric die Reihe Nouvelle génération, in der junge Autoren wie Michel Houellebecq, Virginie Despentes und Vincent Ravalec veröffentlicht wurden. Auch Anna Gavalda und Fred Vargas konnte man an sich binden. Im Ausland akquirierte man aktiv Autoren, beispielsweise John Gray, dessen Reihe Mars & Venus eine Millionenauflage erzielte. Im Januar 1999 ging Jacques Sadoul in den Ruhestand.
Seit den 1990er Jahren sieht J’ai lu sein Kerngeschäft zum erheblichen Teil in Erstveröffentlichungen unterhaltsamer Literatur.

## Wirtschaftliche Eckdaten
J’ai lu ist im Besitz der Verlagsgruppe Flammarion. Rechtlich ist J’ai lu eine Société anonyme mit einem Eigenkapital von 420.000 Euro. Der Umsatz betrug 2022 rund 31,5 Millionen Euro. Geschäftsführerin ist Hélène Fiamma (Stand 2024).

## Verlagsprogramm
Das Verlagsprogramm ist weit gefächert. Es umfasst literarische Romane, Science-Fiction, Fantasy, Comics, Krimi und Liebesromane. Eine Zeitlang wurden auch Mangas verlegt. Im Wesentlichen publiziert J’ai lu Taschenbücher, vereinzelt jedoch auch Hardcover. Die inzwischen eingestellte Reihe Millénaires erschien mit 53 Titeln im Format 130 × 200. Im großen Format erscheint der Zyklus La Tour sombre von Stephen King und die 2011 aufgelegte Reihe Nouveaux Millénaires.
Bestseller von J’ai lu waren:
- Von Bernard Clavel: Malataverne mit 2,4 Millionen Exemplaren;
- von Henri Troyat: La Neige en deuil
- von Guy des Cars eine ganze Reihe von Titeln: La Brute, l’Impure, La Tricheuse, Le Château de la Juive, Les Filles de joie, La Corruptrice, Cette étrange tendresse, La Maudite, Les Sept Femmes, L’Habitude d’amour, La Demoiselle d’Opéra, La Dame du cirque;
- von Gilbert Cesbron: Chiens perdus sans collier;
- von Jules Renard: Poil de carotte.

Die Top-Autoren waren Barbara Cartland mit 32 Millionen Buchexemplaren, gefolgt von Guy des Cars mit 31 Millionen.